# Чемпіонат України з регбі 2018
Чемпіонат України 2018 року з регбі-15.

## Суперліга
Чемпіонат України 2018 року з регбі-15 серед чоловіків розіграли 4 команди Суперліги, які провели турнір у чотири кола від 14 квітня до 27 жовтня.

### Учасники
Команди: «Олімп» (Харків), «Поділля» (Хмельницький), «Антарес» (Київ), «Сокіл» (Львів).

### Турнірна таблиця
| М | Команда                  | 1                       | 2                        | 3                         | 4                        | В  | Н | П  | Р:О     | Б   | О  |
| - | ------------------------ | ----------------------- | ------------------------ | ------------------------- | ------------------------ | -- | - | -- | ------- | --- | -- |
| 1 | «Олімп» (Харків)         |                         | 91:0, 49:3 30:0, 59:10   | 50:3, 84:5 78:0, 57:0     | 118:3, 88:3 110:0, 83:0  | 12 | 0 | 0  | 897:27  | +12 | 60 |
| 2 | «Поділля» (Хмельницький) | 0:91, 3:49 0:30, 10:59  |                          | 39:7, 34:12 28:12, 22:12  | 54:3, 32:19 94:0, 39:10  | 8  | 0 | 4  | 355:304 | +5  | 37 |
| 3 | «Антарес» (Київ)         | 3:50, 5:84 0:78, 0:57   | 7:39, 12:34 12:28, 12:22 |                           | 28:7, 14:45 36:23, 25:34 | 2  | 0 | 10 | 154:501 | +1  | 9  |
| 4 | «Сокіл» (Львів)          | 3:118, 3:88 0:110, 0:83 | 3:54, 19:32 0:94, 10:39  | 7:28 , 45:14 23:36, 34:25 |                          | 2  | 0 | 10 | 147:721 | +1  | 9  |

## Вища ліга
Чемпіонат України 2018 року з регбі-15 серед чоловічих команд Вищої ліги проводився у форматі в 7 команд, які на першому етапі були розділені на три групи. А потім на другому етапі переможці груп провели змагання у два кола.
Команди: «Кредо-1963» (Одеса), «Політехнік» (Київ), «Дніпро» (Дніпро), «Гірник» (Кривий Ріг), «ТЕХ-А-С» (Харків), «Ребелс» (Київ), «Політехнік» (Одеса).
Група «Центр»
| М | Команда             | В | Н | П | Р:О    | Б  | Очки |
| - | ------------------- | - | - | - | ------ | -- | ---- |
| 1 | «Політехнік» (Київ) | 3 | 0 | 0 | 117:49 | +3 | 15   |
| 2 | «Ребелс» (Київ)     | 0 | 0 | 3 | 49:117 | +1 | 1    |

Група «Південь»
| М | Команда              | В | Н | П | Р:О    | Б  | Очки |
| - | -------------------- | - | - | - | ------ | -- | ---- |
| 1 | «Кредо-63» (Одеса)   | 2 | 0 | 0 | 116:18 | +2 | 10   |
| 2 | «Політехнік» (Одеса) | 0 | 0 | 2 | 18:116 | -  | 0    |

Група «Схід»
| М | Команда               | В | Н | П | Р:О    | Б  | Очки |
| - | --------------------- | - | - | - | ------ | -- | ---- |
| 1 | «Дніпро» (Дніпро)     | 4 | 0 | 0 | 200:30 | +4 | 20   |
| 2 | «Гірник» (Кривий Ріг) | 2 | 0 | 2 | 97:146 | +2 | 10   |
| 3 | «Тех-А-С» (Харків)    | 0 | 0 | 4 | 32:153 | -  | 0    |

### Фінальний етап
| М | Команда             | В | Н | П | Р:О    | Б  | Очки |
| - | ------------------- | - | - | - | ------ | -- | ---- |
| 1 | «Кредо-63» (Одеса)  | 4 | 0 | 0 | 201:35 | +4 | 20   |
| 2 | «Політехнік» (Київ) | 1 | 0 | 3 | 65:118 | +1 | 5    |
| 3 | «Дніпро» (Дніпро)   | 1 | 0 | 3 | 68:181 | +1 | 5    |

## Перша ліга
Восени турнір Першої ліги розіграли у два кола 4 команди: «Гірник» (Кривий Ріг), «ТЕХ-А-С» (Харків), «Ребелс» (Київ), «Політехнік» (Одеса).
| М | Команда               | В | Н | П | Р:О     | Б  | Очки |
| - | --------------------- | - | - | - | ------- | -- | ---- |
| 1 | «Політехнік» (Одеса)  | 6 | 0 | 0 | 314:54  | +6 | 30   |
| 4 | «Гірник» (Кривий Ріг) | 3 | 0 | 3 | 156:182 | +2 | 14   |
| 3 | «Ребелс» (Київ)       | 2 | 0 | 4 | 165:193 | +1 | 9    |
| 4 | «Тех-А-С» (Харків)    | 1 | 0 | 5 | 92:298  | -  | 4    |